# Ipojuca
Ipojuca è un comune della Microregione di Suape, nella Mesoregione Metropolitana do Recife, nello stato di Pernambuco, in Brasile. È uno dei membri della Regione Metropolitana di Recife, a circa 43 chilometri a sud della capitale Pernambuco. Occupa una superficie territoriale di circa 514,8 km², di cui 0,368 km² costituiscono l'area urbana comunale, e 514,5 km² costituiscono l'area rurale .  Secondo la stima della popolazione per l'anno 2013, pubblicata dall'Istituto Brasiliano di Geografia e Statistica (IBGE), la sua popolazione totale era di 87 926 abitanti, essendo il quindicesimo comune più popoloso del Pernambuco, occupa anche il decimo posto quando i numeri sono confrontati con quelli dei comuni della Grande Recife. 

## Storia
Intorno all'anno 1000, gli indiani Tapuia che abitavano la regione furono espulsi verso l'interno del continente a causa dell'arrivo dei Tupi dall'Amazzonia . Nel XVI secolo, quando arrivarono i primi europei nella regione, era abitata da uno di questi popoli Tupi: i Caetés  .
La colonizzazione europea di Ipojuca iniziò nel 1560 , dopo la riduzione in schiavitù degli indios Caetés . Da allora in poi, coloni di origine europea poterono occupare le fertili terre ricche di massapê di Ipojuca. Il terreno era molto adatto alla coltivazione della canna da zucchero , cosa che causò la rapida nascita di numerosi zuccherifici. Tra questi, i pionieri, furono le famiglie Lacerda, Cavalcanti, Rolim e Moura. Ci sono numerose controversie sulla data di fondazione di Ipojuca, ma, secondo un vicario della parrocchia, sarebbe l'anno 1596 .
Quando gli olandesi invasero Pernambuco, nel XVII secolo, nella regione erano già presenti diversi mulini. Questo luogo partecipò alla resistenza contro gli olandesi, sotto la guida del capitano maggiore Amador de Araújo, in una battaglia iniziata il 17 luglio 1645. La sconfitta olandese avvenne il 23 luglio 1645.
In questo modo Ipojuca si consolidò come una delle regioni più importanti del sistema coloniale . Con un porto - Suape - e la più grande pianura alluvionale del massapê della regione, Ipojuca faceva parte del commercio coloniale triangolare . Porto de Galinhas prese il nome perché così venivano comunemente chiamati a quel tempo gli schiavi che arrivavano dall'Africa.
La città fu fondata con sede nel villaggio di Nossa Senhora do Ó. Successivamente fu trasferito nel villaggio di São Miguel de Ipojuca. Con il decreto statale n. 23 del 4 ottobre 1890 , la sede fu ristabilita a Nossa Senhora do Ó. Il distretto di Ipojuca è stato creato con la legge municipale 2, del 12 novembre 1895 . Meno di un anno dopo, il quartiere fu elevato allo status di città in virtù della legge statale 173 del 6 giugno 1896.

## Insediamenti
La sede del comune ha una temperatura media annuale di 24,5 °C.  Circa il 74,06% della popolazione di Ipojucana vive nel perimetro urbano,  con 29 strutture sanitarie, secondo i dati IBGE, utilizzando il 2009 come riferimento.  Nel 2010, l'Indice di sviluppo umano municipale (HDI-M) era 0,619, considerato nella media e al di sotto della media statale, classificandosi al 43º posto nel confronto tra i comuni del Pernambuco. 
L'occupazione dell'attuale territorio è piuttosto antica, avvenuta soprattutto dopo la donazione di sesmarie. I primi coloni a stabilirsi dopo la cacciata degli indiani Caeté dal sud del Pernambuco furono le famiglie: Lacerda, Cavalcanti, Rolim, Moura e Accioly. Lo sviluppo della monocoltura della canna da zucchero è dovuto alla fertilità del suolo massapê predominante nel comune e all'esistenza di due porti naturali: Suape e Porto de Galinhas. 

## Economia
Il comune si distingue per avere il terzo prodotto interno lordo (PIL) del Pernambuco, trainato principalmente dal turismo sulla sua costa, con spiagge conosciute a livello internazionale, come: Porto de Galinhas , Cupe, Muro Alto , Maracaípe e Serrambi .  Ha il quarto PIL industriale più grande dello stato.  Possiede tuttora uno dei principali porti pubblici del nord-est e uno dei più tecnologicamente avanzati del paese,  che comprende, nel suo territorio, il più grande cantiere navale dell'emisfero meridionale , l'Estaleiro Atlântico Sul , responsabile della la costruzione di petroliere e gasiere, container, piattaforme di perforazione e offshore .  Ipojuca ospita ancora, nel suo complesso portuale, la Raffineria di Abreu e Lima , che lavora il petrolio pesante, trasformandolo principalmente in gasolio e nafta petrolchimica, entrambi con proprietà di bassa emissione di zolfo nell'atmosfera. Oltre a questi prodotti, la raffineria produce anche GPL (gas di petrolio liquefatto), olio combustibile e coke, consegnando i suoi prodotti a livello regionale e in altre regioni del paese tramite cabotaggio attraverso il porto di Suape, dove anche le merci lasciano la raffineria per l'esportazione. Attualmente, la raffineria è nota per avere la più grande produzione di diesel S10 nel paese.  Ospita Petroquímica Suape, responsabile della principale produzione di resine PET e acido tereftalico purificato (PTA) nel paese, oltre ad essere il più importante hub integrato per la produzione di polimeri e filamenti di poliestere in America Latina . 

## Emitologia
nome del comune è un riferimento al fiume Ipojuca , che attraversa il suo territorio.